# Henry Irving
Henry Irving (Keinton Mandeville, Somerset, 6 februari 1838 – Bradford, West Yorkshire, 13 oktober 1905), geboren als John Henry Brodribb, was een Engelse toneelspeler uit de victoriaanse tijd. Hij was de eerste acteur die geridderd werd. Irving vormde de inspiratie voor de protagonist in Bram Stokers roman Dracula uit 1897.

## Levensloop en carrière
Irving werd geboren in Keinton Mandeville in het Engelse graafschap Somerset. Zijn oudste zoon, Harry Brodribb Irving (1870-1919), meestal bekend als H.B. Irving, werd een beroemd acteur en later theatermanager. Vader en zoon worden soms met elkaar verward. Zijn andere zoon, Laurence Irving (1871-1914), werd dramaturg en was later een van de slachtoffers van de ramp met de Empress of Ireland. H.B. Irving trouwde met actrice Dorothea Baird. Het echtpaar kreeg een zoon, Laurence Irving (1897-1988), die een bekende artdirector in Hollywood werd, en een dochter Elizabeth Irving (1904-2003), die in Engeland naam zou maken als actrice.

### Vroege carrière
Na enkele jaren opleiding werd Irving klerk in het kantoor van enkele Oost-Indische handelaars in Londen, maar hij gaf al snel zijn commerciële carrière op om acteur te worden. Op 29 september 1856 verscheen hij voor het eerst op de planken in Sunderland als Gaston, Hertog van Orléans, in het toneelstuk Richelieu van Edward Bulwer-Lytton. Hij werd aangekondigd als Henry Irving. Dat zou uiteindelijk via koninklijke vergunning zijn officiële naam worden.

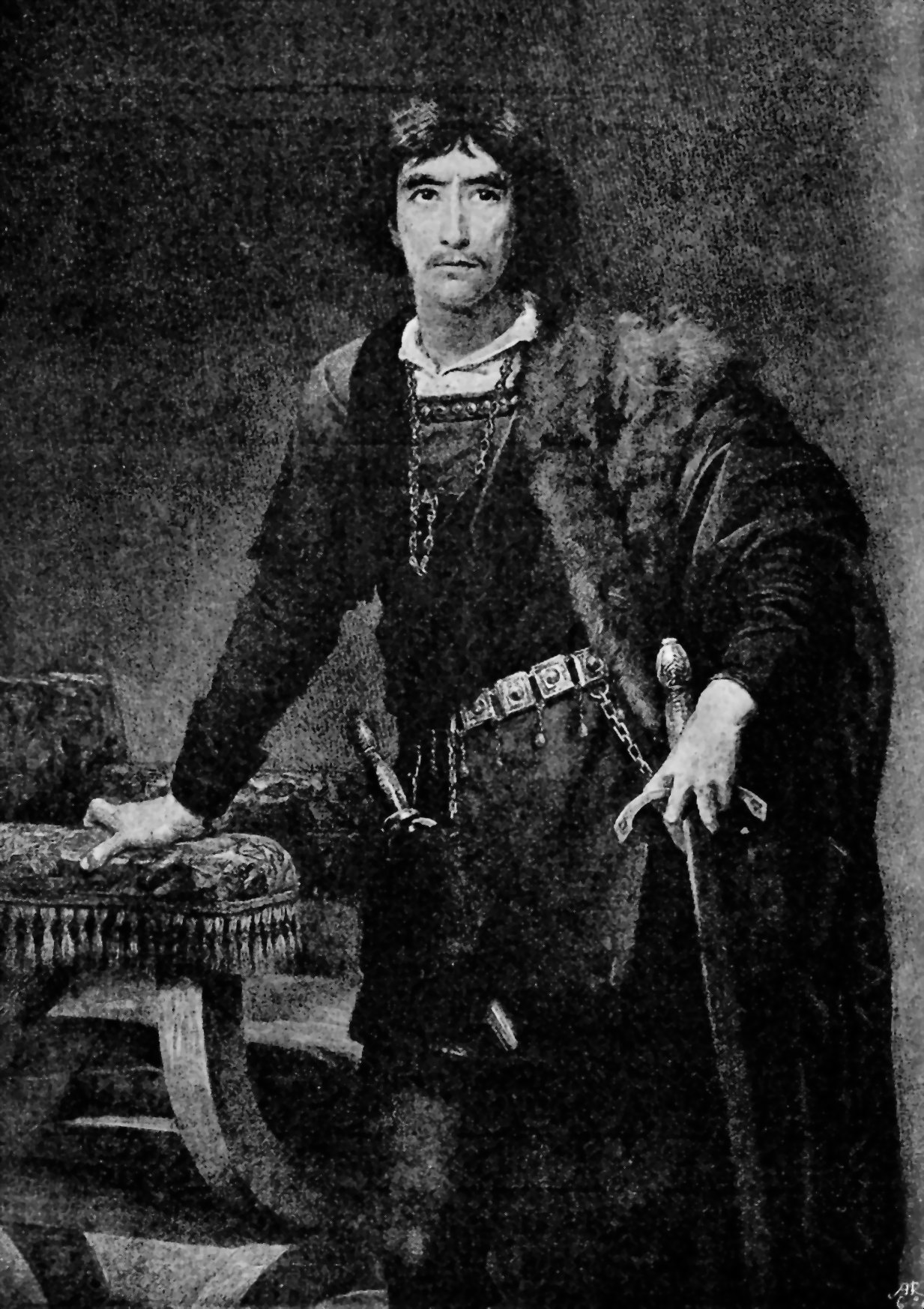
Henry Irving als Hamlet in 1893, illustratie uit The Idler Magazine

Gedurende de volgende tien jaar kreeg hij een zware opleiding in verschillende vaste gezelschappen in Schotland en het noorden van Engeland en speelde hij meer dan vijfhonderd rollen. Geleidelijk aan kreeg zijn talent meer en meer erkenning en in 1866 kreeg hij een engagement in het St. James's Theatre in Londen om Doricourt te spelen in The Belle's Stratagem van Hannah Cowley. Een jaar later trad hij toe tot het gezelschap van het onlangs geopende Queen's Theatre, waar hij optrad met Charles Wyndham, John Lawrence Toole, Lionel Brough, John Clayton, de heer en mevrouw Alfred Wigan, Ellen Terry en Nellie Farren. Dit werd gevolgd door korte engagementen in het Haymarket Theatre, Theatre Royal, Drury Lane en het Gaiety Theatre. Uiteindelijk oogstte hij zijn eerste in het oog lopende succes als Digby Grant in Two Roses van James Albery. Het toneelstuk werd voor het eerst opgevoerd op 4 juni 1870 in het Vaudeville Theatre en bleef gedurende driehonderd zeer succesvolle avonden lopen.
In 1871 begon Irvings samenwerking met het Lyceum Theatre door een engagement onder het beheer van H. L. Bateman. De inkomsten van het gezelschap stonden op een laag pitje tot het tij keerde door het plotselinge succes van Irving als Mathias in The Bells, een bewerking van Le Juif Polonais van Erckmann-Chatrian door Leopold Lewis. Het stuk liep gedurende honderdvijftig avonden. Met Isabel Bateman was Irving te zien in Charles I van William Gorman Wills en Eugene Aram in Richelieu en in 1874 in Hamlet. Het onconventionele van dit laatste optreden, gedurende de loop van tweehonderd avonden, wekte veel discussie en maakte van hem de meest besproken Engelse acteur van zijn tijd. In 1875 was hij opnieuw met Isabel Bateman te zien als hoofdrolspeler in Macbeth, in 1876 als Othello en als Philip in Queen Mary van Alfred Lord Tennyson, in 1877 in Richard III en in The Lyons Mail. In deze tijd ontstond zijn levenslange vriendschap met Bram Stoker. Stoker prees hem in zijn recensie van Hamlet. Later zou Stoker geïnspireerd worden door Irving voor zijn roman Dracula uit 1897.

### Topjaren

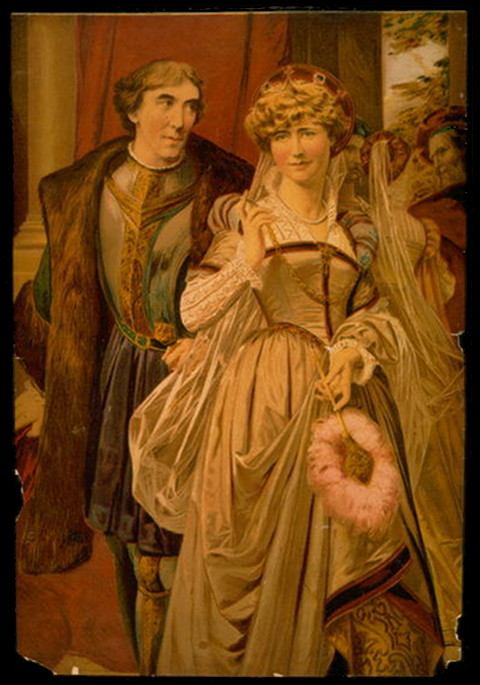
Henry Irving en Ellen Terry als Benedick en Beatrice in Much Ado About Nothing

In 1878 ging Irving een partnerschap aan met de actrice Ellen Terry en heropende hij het Lyceum onder eigen beheer. Met Ellen Terry als Ophelia en Portia deed hij Hamlet herleven en produceerde hij The Merchant of Venice (1879). Zijn Shylock was al net zo veelbesproken als zijn Hamlet ooit was geweest. De waardigheid waarmee hij de Jood neerzette, vormde een breekpunt met de traditionele interpretatie van de rol, wat sommigen verheugde en even zovele beledigde.
Na de productie van Tennysons The Cup en reprises van Othello (waarin Irving Iago speelde met Edwin Booth als tegenspeler in de hoofdrol) en Romeo and Juliet, begon er een periode aan het Lyceum, die van grote invloed zou blijken te zijn op het Engels toneel. Het podiumbeleid van het Lyceum en de schitterende producties qua scenery, kostumering en accessoires, waren revelaties in de kunst van de mise-en-scène.
Much Ado About Nothing (1882) werd gevolgd door Twelfth Night (1884), een bewerking van Goldsmiths Vicar of Wakefield door W. G. Wills (1885), Faust (1886), Macbeth (1888, met incidentele muziek gecomponeerd door Arthur Sullivan, The Dead Heart, door Watts Phillips (1889), Ravenswood door Herman en de dramatische versie van Scotts The Bride of Lammermoor (1890) van Merivales. Fraaie portretteringen van de personages van Thomas Wolsey in Henry VIII en het hoofdpersonage in King Lear in 1892 werden in 1893 gevolgd door een opvallende en verheven voorstelling van Becket in Alfred, Lord Tennysons toneelstuk met dezelfde naam. Tijdens deze jaren bracht Irving samen met het ganse gezelschap van het Lyceum ook enkele succesvolle bezoeken aan Amerika. Dat werd in de daaropvolgende jaren herhaald.

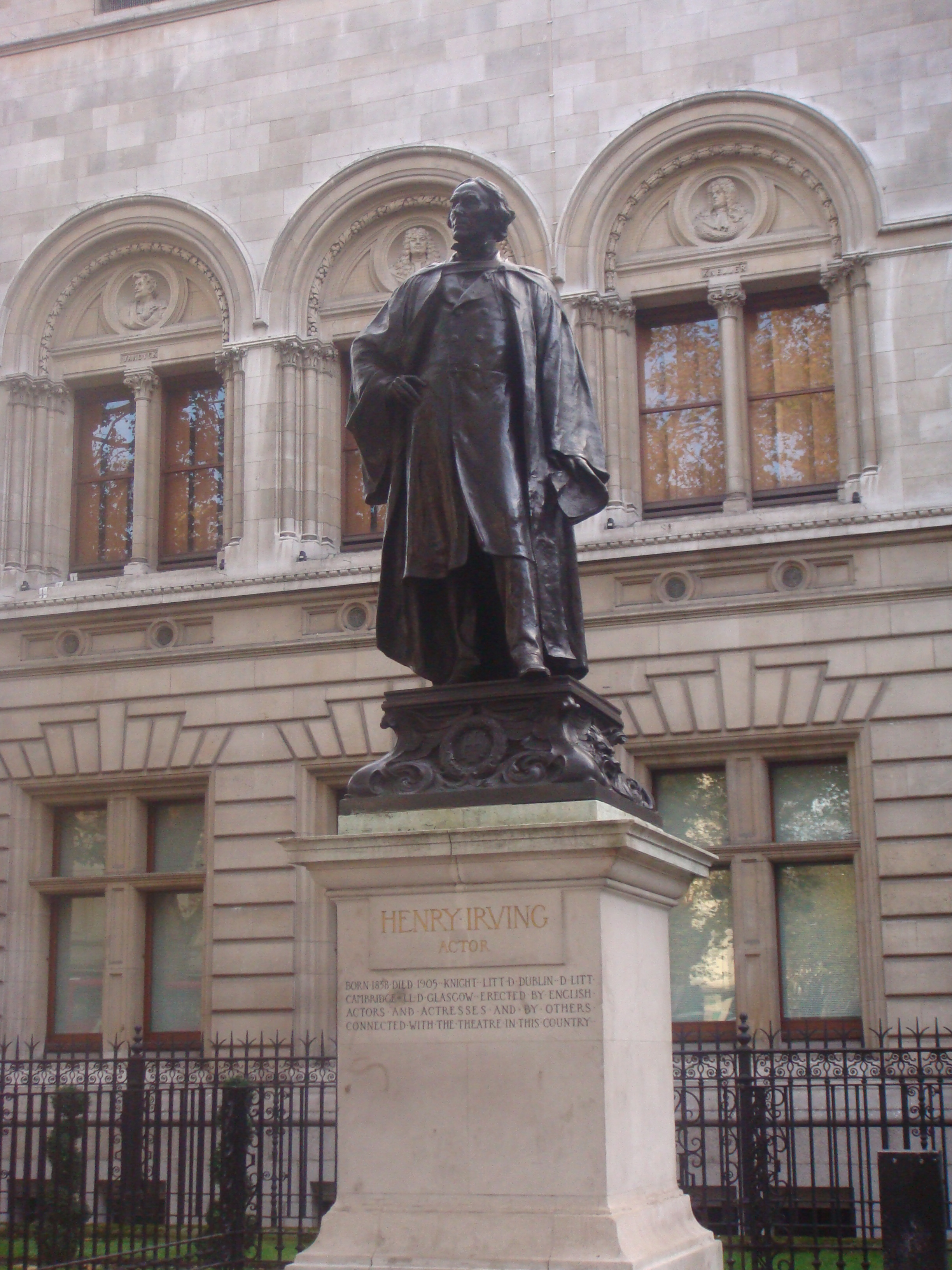
Het standbeeld van Sir Henry Irving in Londen, achter de National Portrait Gallery

### Latere jaren
De belangrijkste resterende nieuwigheden in het Lyceum, tijdens Irvings mandaat als beheerder, waren A Story of Waterloo (1894) van Arthur Conan Doyle, King Arthur van J. Comyns Carr in 1895, Cymbeline in 1896, waarin Irving Iachimo speelde, Madame Sans-Gene van Sardou in 1897 en Peter de Grote in 1898, een toneelstuk door Laurence Irving, Irvings tweede zoon. In 1898 werd Irving Rede Lecturer aan de Universiteit van Cambridge met 'The theatre in its relation to the state'. Het Lyceum kwam in het begin van 1899 in handen van een vennootschap met beperkte aansprakelijkheid.
Het nieuwe regime in het Lyceum werd aangekondigd door de productie van Robespierre van Sardou in 1899, waarin Irving opnieuw verscheen na een ernstige ziekte en in 1901 door een uitgebreide reprise van Coriolanus. Irvings enige daaropvolgende productie in Londen was Dante van Sardou (1903), een spectaculair geënsceneerd podiumdrama in Drury Lane.
Tijdens een tournee in Bradford vertolkte Irving de rol van Becket in het Bradford theatre. Nadat hij tijdens de voorstelling op 13 oktober 1905 de laatste woorden van de stervende Becket gesproken had 'Into thy hands, o Lord, into thy hands', werd hij plots onwel. Dat waren meteen ook zijn laatste woorden. Hij werd nog overgebracht naar de lobby van het Midland Hotel, waar hij overleed aan een beroerte. F. Anstey beschrijft de scène in zijn 'Long Retrospect'. De stoel waarop Irving zat toen hij overleed, staat nu in de Garrick Club. Zijn as werd begraven in Westminster Abbey. Zijn standbeeld staat in de buurt van de National Portrait Gallery in Londen.

## Irving als innovator
Zowel op als naast het podium bleef Irving steeds een hoogstaand ideaal van zijn beroep in stand houden en in 1895 werd hij daarvoor geridderd. Hij was de eerste acteur die deze eer ooit te beurt viel. Hij kreeg ook eredoctoraten van de universiteiten van Dublin, Cambridge en Glasgow. Zijn genie als presentator van toneelstukken werd algemeen erkend, maar de kritiek op zijn manier van acteren was verdeeld. De meningen verschilden over de mate waarin zijn vertolking en zijn houding de uitdrukking van zijn ideeën al dan niet in de weg stonden of integendeel benadrukten. Een zo markante persoonlijkheid als de zijne kon niet anders dan een eigen interpretatie te geven aan om het even welke rol die hij vertolkte. Maar de rijkdom en de originaliteit van deze inkleuring, de geestdrift en de intelligentie die zijn vertolkingen kenmerkten, werden zelfs door zijn critici beaamd, net als zijn veelzijdigheid in uiteenlopende rollen als Digby Grant en Louis XI, Richard III en Becket, Benedick en Shylock, Mathias en Dr. Primrose.